# Arjen Rooseboom
Arjen Rooseboom (Den Haag, 4 augustus 1987) is een Nederlands acteur en filmregisseur.
Rooseboom werd bekend door zijn rol van Kees Dijkstra in de film Kameleon 2 en de musical De Kameleon Ontvoerd. Van 2005 tot en met 2008 speelde Rooseboom 's zomers zijn rol in het Kameleondorp Terherne. Samen met de tweeling Koen en Jos van der Donk heeft hij daar twee vervolgfilms opgenomen: Kameleon en de Dubbelganger en Kameleon als Schokkend Doelwit. 
Hij volgde acteerlessen aan Jeugdtheaterschool Rabarber en studeerde Media & Entertainment aan Hogeschool Inholland. In 2010 ontwikkelde hij de blote-buiken-slapstick De Buik Vol, gevolgd door de low-budget horrorfilm GRIMAS in 2012.
Rooseboom was ook te zien in de films Kruimeltje, Leve Boerenliefde, diverse commercials en de tv-serie ff moeve. In januari 2019 was hij als filmmaker te gast in Utopia 2 om daar met de bewoners een lipdub op te nemen.
Van 2013 tot 2017 was hij vaste radiogast bij Den Haag FM waar hij in zijn eigen rubriek De Biosbons de nieuwste bioscoopreleases en feitjes op filmgebied besprak.
Op 20 februari 2016 bracht hij een hommage aan zijn grote idool André van Duin, wie hij regelmatig imiteert. In de musical Hé Hé Ik Ben André werd het publiek meegenomen door een zelfbedacht verhaal waarin verschillende aspecten uit de carrière van de volkskomiek voorbij kwamen, zoals zijn typetjes, liedjes en televisieprogramma's. Op 10 maart 2019 ging de voorstelling in reprise.